# Tarasa albiflora
Tarasa albiflora là một loài thực vật có hoa trong họ Cẩm quỳ. Loài này được (Ulbr.) miêu tả khoa học đầu tiên.